# Otto Dumke
Otto Dumke (Berlijn, 29 april 1887 – aldaar, 24 mei 1913) was een Duits voetballer.

## Biografie

### Clubcarrière
Dumke begon zijn carrière in 1905 bij BTuFC Viktoria 1889. Nadat de club kampioen werd van Berlijn in 1907 nam hij met zijn team deel aan de nationale eindronde. In de kwartfinale scoorde hij het openingsdoelpunt tegen SC Schlesien Breslau, Helmut Röpnack maakte de winnende treffer. Ook in de halve finale tegen FC Victoria Hamburg maakte hij het eerste doelpunt, de club won met 1-4 en ging zo naar de finale ging tegen Freiburger FC, die ze met 3-1 verloren.
Ook het volgende seizoen plaatsten ze zich voor de eindronde. Zowel tegen VfB Königsberg als tegen FC Wacker 1895 Leipzig pikte hij een goal mee in de doelpuntenfestivals en zo trad hij met Viktoria aan in de finale tegen de Stuttgarter Cickers. Dumke kon opnieuw niet scoren in de finale, maar deze keer won de club wel met 3-1 en werd zo landskampioen.
Het volgende seizoen ging de club verder op zijn elan  nadat ze met tien punten voorsprong op BFC Preußen 1894 opnieuw Berlijns kampioen werden. In de nationale eindronde gaf de club VfB Königsberg een pak rammel, het werd 1-12 in Königsberg. Niet meer alle doelpuntenmakers zijn bekend maar Dumke scoorde op zijn minst één keer. In de halve finale tegen Altona 93 werd Dumke na 21 minuten van het veld gestuurd, maar dit verhinderde niet dat de club met 7-0 won. De club was dan ook favoriet om zichzelf op te volgen en in de finale scoorde Willi Worpitzky na zestien minuten tegen Karlsruher FC Phönix met een kopbal, maar blesseerde zich daarbij en kon niet op volle kracht verder spelen. Viktoria verloor uiteindelijk met 4-2.
Doordat BFC Preußen de titel won in 1910 mocht de club niet aan de eindronde deelnemen, maar in 1911 waren ze er wel weer bij. Door de terugtrekking van SC Lituania Tilsit ging de club meteen naar de halve finale tegen FV Holstein Kiel dat met 4-0 verslagen werd. De finale was een clash tussen de grote teams van de begindagen in het Duitse voetbal. Zowel Viktoria Berlin als VfB Leipzig stonden al voor de vierde keer in de finale. Viktoria won met 3-1, maar Dumke vond in de hele eindronde niet zijn weg naar de netten. In 1912 speelde hij één maand voor BTuFC Britannia 1892.
Hij stierf op 24 mei 1913 aan een longziekte na een lang ziekbed.

### Nationaal elftal
Hij naam twee keer deel aan de Kronprinzenpokal, een bekercompetitie tussen de regionale voetbalbonden die hun beste spelers selecteerden. In 1909 verloor hij met Berlijn de finale tegen Midden-Duitsland met 1-3 en in 1910 met 5-6 van Zuid-Duitsland.
In 1911 speelde hij ook twee interlands tegen Zweden. Op 18 juni scoorde hij meteen een hattrick in de 2-4 overwinning in Zweden en was zo de eerste international die dit klaar speelde voor Duitsland. Op 29 oktober verloren de Duitsers met 1-3 in Hamburg en hierbij kon hij niet scoren.